# Glenea apicaloides
Glenea apicaloides là một loài bọ cánh cứng trong họ Cerambycidae.